# Perg
Perg est une commune autrichienne du district de Perg en Haute-Autriche.

## Géographie
Le territoire de Perg se trouve d'un côté dans la pleine fertile du Machland, et de l'autre au pied du Massif de Bohême. Le Danube se situe peu de kilomètres au sud de la ville.

## Histoire
La bourgade de Perg a été fondée par la Maison de Babenberg. Pendant les Guerres de la Révolution française, le Général Édouard Adolphe Mortier y a installé un camp militaire en 1805.
En 1969, Perg a reçu le droit urbain du gouvernement de province de la Haute Autriche. Aujourd'hui, Perg est particulièrement réputé pour ses nombreuses écoles.